# Oomke Bouman
Oomke (Otto) Bouman (Groningen 11 september 1920 - aldaar, 12 februari 1949) was een Nederlands oorlogsmisdadiger.

## Personalia
Bouman, ongehuwd en woonde aan de Jan Gouverneurstraat in de Oosterpoort te Groningen, werd in de oorlog lid van de Nationaal-Socialistische Nederlandsche Arbeiderspartij (NSNAP). In september 1944 werd hij Landwachter en hielp in die rol de Groningse SD. Hierbij gedroeg hij zich zeer gewelddadig, evenals tal van andere SD-medewerkers. Hij doodde meerdere mensen en hij was hij verantwoordelijk voor een van de bruutste wijzen van verhoren in het Scholtenhuis in Groningen. Hij dompelde bijvoorbeeld slachtoffers geheel naakt herhaaldelijk in ijskoud water. 

## Proces
Na de oorlog stond hij terecht voor verschillende moorden of betrokkenheid daarbij. Hij stond bijvoorbeeld samen met Georg Wensel Nieswaag terecht voor de moorden op mr. J.F.S. Domela Nieuwenhuis Nyegaard en gemeenteopzichter J. Ramaker. Verschillende kranten doen verslag van het proces na de bezetting. De Winschoter Courant van 22 april 1947 kopt een artikel over Oomke Bouman met 'Een monster van wraakzucht en meedoogenloosheid' en beschrijft zeven zaken waarvoor Bouman terechtstaat:
- De arrestatie van reserveluitenant Hendrik Otto George v/d Kooi die deel uitmaakte van de OD-groep Dijksterhuis. Bouman vond een radio bij een huiszoeking en een onderduiker en arresteerde hem. Van der Kooi werd via het Scholtenhuis naar Westerbork werd getransporteerd waar hij werd gefusilleerd.

- Deelname aan huiszoekingen bij onder andere de families R. Vogel en B. Nienhuis. Op de heer H. Vogel - die wist te ontkomen - schoot hij diverse keren. Vogel sloeg de deur voor de neus van Bouman en collega's dicht en verstopte zich in het kastje onder het aanrecht. Ze vonden hem echter niet en dwongen zijn vrouw een briefje te schrijven dat hij zich bij het Scholtenshuis moest melden (wat Vogel nooit deed). De heer Nienhuis werd gearresteerd en enige dagen vastgehouden. Bij Nienhuis zocht Bouman naar een radio.

- Betrokkenheid bij de moord op Domela Nieuwenhuis met Jozef Kindel en Nieswaag en het beschieten van Reinder Paul Houwen, toen hoofd van de buitendienst der Politieke Recherche. Houwen belde bij de woning van Domela Nieuwenhuis aan, enkele uren nadat Domela Nieuwenhuis was doodgeschoten. Er ontstond een worsteling en een schot van Bouman trof Houwen in de zij. Toen Houwen de benen nam, achtervolgde Bouman hem en nam hij Houwen opnieuw onder vuur. Tijdens de achtervolging kreeg hij Houwen een schot in de rug en in het linkerbeen. Houwen viel en Bouman snauwde hem toe: "Ziezo, nu heb ik je en nu zal ik je nog een kogel door de kop jagen." Maar dit alles speelde zich af in het centrum van de stad en door de toeloop van mensen voerde hij zijn dreigement niet uit. Houwen werd later uit de gevangenis bevrijd en zou later het OVGC stichten, het Oorlogs- en verzetscentrum Groningen.

- De moord op caféhouder H. Heine aan de Nieuwstad in Groningen op 18 oktober 1944. Hier handelde Bouman samen met Jan Ale Visser. Ze kwamen van een fuif en ging richting Zuiderdiep, in eerste instantie om een Jood, ene Van Gelder te arresteren. Uiteindelijk wijzigde het plan. Reine werd uit bed gebeld en in het eigen café met een schot door het hoofd gedood. Heine moest in opdracht van Robert Lehnhoff, hoofd van Sicherheitspolizei afdeling IV-B, worden omgebracht volgens Bouman en Visser.[4]

- De gevangenneming van A. Heijdenrijk, zijn vrouw Hiltje, H.E. Blaauw en studente M.T.M. Kerkhoven in november 1944, nadat hij Lehnhoff tipte over de verblijfplaats van een Engelse piloot (Mans) aan de Friesestraatweg. Heijdenrijk en Blaauw werden in Dokkum en mevrouw Kerkhoven werd in De Punt gefusilleerd. Mevrouw Heijdenrijk werd enige tijd vastgehouden.

- De moord op gemeenteopzichter Johan Ramaker die hij samen met Georg Wensel Nieswaag opzocht aan de Diephuisstraat. Ramaker werd met drie schoten gedood. De schoten kwamen uit twee verschillende pistolen.

- De wrede behandeling van E. van der Laan, een verzetsstrijder, na zijn arrestatie in januari 1945. Bouman bevestigt zelf dat hij zich beestachtig heeft gedragen, hij kon het van zichzelf ook niet begrijpen, maar alle remmen waren op dat moment weggevallen. Bouman past bij Van der Laan bij 15 tot 20 graden vorst de beruchte badkuipmethode toe, samen met SD'er Zacharias Sleijfer. Hij sloeg hem met een gummistok op het hoofd en liet hem bijna stikken in een kuip met ijskoud water, waar Van der Laan naakt in werd gedrukt. [5]

De advocaat van Bouman pleitte verzachtende omstandigheden omdat een groot deel van Boumans schuld te maken zou hebben met drankmisbruik. In het najaar van 1944 zouden Bouman en zijn lotgenoten begonnen zijn met drinken vanwege angst voor de oprukkende bevrijdingslegers en in hun angst- en drankroes zouden zij hun beestachtige daden hebben begaan.

## Veroordeling
Bouman, Visser en Lehnhoff bleken in de gevangenis schriftelijk met elkaar te communiceren en een kloppend verhaal probeerden te maken om elkaar zoveel mogelijk te dekken. Een aantal van de onderschepte brieven werd in de rechtbank voorgelezen.
Bij zijn proces en veroordeling door de Groninger Kamer van het Bijzonder Gerechtshof werd het Bouman bijzonder zwaar aangerekend dat hij eigenmachtig zonder bevel van hogerhand mensen had doodgeschoten. Bouman werd ter dood veroordeeld, waarna zijn cassatieberoep werd verworpen.
De nacht voor zijn fusilleren was hij vrolijk en onbezorgd als wachtte hem ‘aan de overkant’ een heerlijk leven. Om half 9 in de ochtend komen drie marechaussees hem halen. Bouman begroet hen met: ‘Kijk, u bent op tijd. Dag pa, dag moe, dag allemaal!’ Oomke Bouman werd op 12 februari 1949 ('s morgens om 7.30 uur) in Groningen gefusilleerd.